# SC Xaverov Horní Počernice
SC XAVEROV Horní Počernice, a. s. (akciová společnost) je fotbalový klub z Prahy (městská část Horní Počernice) založený roku 1920 v současné době (2019/20) hrající Pražskou I. A třídu (6. nejvyšší soutěž). V druhé polovině minulého a začátku tohoto století patřil ke stálým účastníkům 2. ligy. V roce 2003 dokázal vyhrát v konkurenci ligových klubů Tipsport ligu.

## Historie

### 1920 - 2005
Založen byl roku 1920 pod názvem SK Horní Počernice. Od roku 1966 převzal patronát nad SK odborový podnik Drůbežářský průmysl Praha a klub hrál pod názvem SK DP Xaverov Praha. Postupné zlepšování podmínek se příznivě odrazilo na výsledcích. Největším úspěchem týmu byl v roce 1977 postup do druhé ligy, kterou hrál pak pravidelně až do roku 1995, kdy sestoupil do ČFL. V květnu 1990 se název klubu změnil na SK Xaverov Praha a od července 1993 s příchodem nového sponzora hrálo mužstvo pod názvem 1.FC Terrex Praha. V roce 1999 se klub sloučil s SK Chrudim a pod názvem SC XAVEROV Horní Počernice se vrátil do druhé ligy. V sezóně 2005/06 byl v jednu chvíli dokonce na postupových příčkách do nejvyšší fotbalové soutěže.

### Zrušení mužského fotbalu
Po sezóně 2005/06, ve které se nakonec umístil na 7. místě prohlásil prezident klubu Vojtěch Tomi, že seniorské týmy z ekonomických důvodů po této sezóně skončí a v dresu Xaverova budou nadále působit pouze mládežnická družstva, a tak prodal druholigová práva vršovickému klubu Bohemians 1905.

### Obnova A týmu
V roce 2013 klub obnovil mužský A tým a startoval v nejnižší soutěži Pražské III. třídě, kterou hned v prvním roce vyhrál a postoupil do vyšší soutěže. Po dvou letech ve II. třídě tým postoupil do Pražské I. B třídy, po stejném časovém intervalu postoupil opět o soutěž výše, od sezóny 2018/19 tedy nastupuje v Pražské I. A třídě.

## Umístění do roku 1993
Legenda: Z – zápasy, V – výhry, R – remízy, P – porážky, VG – vstřelené góly, OG – obdržené góly, +/- – rozdíl skóre, B – body, červené podbarvení – sestup, zelené podbarvení – postup, fialové podbarvení – reorganizace, změna skupiny či soutěže
| Československo (1969 – 1993) |                              |        |    |    |    |    |    |    |     |    |        |
| Sezóna                       | Liga                         | Úroveň | Z  | V  | R  | P  | VG | OG | +/- | B  | Pozice |
| 1969/70                      | Divize C                     | 4      | 26 | 11 | 6  | 9  | 35 | 40 | −5  | 28 | 6.     |
| 1970/71                      | Divize C                     | 4      | 26 | 11 | 5  | 10 | 53 | 39 | +14 | 27 | 7.     |
| 1971/72                      | Divize B                     | 4      | 26 | 12 | 6  | 8  | 39 | 28 | +9  | 30 | 4.     |
| 1972/73                      | Divize C                     | 4      | 26 | 9  | 6  | 11 | 40 | 34 | +6  | 24 | 10.    |
| 1973/74                      | Divize C                     | 4      | 26 | 7  | 9  | 10 | 30 | 28 | +2  | 23 | 10.    |
| 1974/75                      | Divize B                     | 4      | 26 | 12 | 9  | 5  | 32 | 21 | +11 | 23 | 2.     |
| 1975/76                      | Divize B                     | 4      | 26 | 9  | 7  | 10 | 36 | 29 | +7  | 25 | 5.     |
| 1976/77                      | Divize B                     | 4      | 26 | 17 | 4  | 5  | 47 | 26 | +21 | 38 | 1.     |
| 1977/78                      | ČNFL – sk. A                 | 2      | 30 | 10 | 7  | 13 | 31 | 38 | −7  | 27 | 11.    |
| 1978/79                      | ČNFL – sk. A                 | 2      | 30 | 11 | 6  | 13 | 46 | 50 | −4  | 28 | 8.     |
| 1979/80                      | ČNFL – sk. A                 | 2      | 30 | 11 | 9  | 10 | 43 | 40 | +3  | 31 | 5.     |
| 1980/81                      | ČNFL – sk. A                 | 2      | 30 | 13 | 8  | 9  | 52 | 45 | +7  | 34 | 4.     |
| 1981/82                      | I. ČNFL                      | 2      | 30 | 10 | 7  | 13 | 37 | 45 | −8  | 27 | 10.    |
| 1982/83                      | I. ČNFL                      | 2      | 30 | 12 | 8  | 10 | 50 | 50 | 0   | 32 | 5.     |
| 1983/84                      | I. ČNFL                      | 2      | 30 | 11 | 6  | 13 | 52 | 63 | −11 | 28 | 11.    |
| 1984/85                      | I. ČNFL                      | 2      | 30 | 12 | 7  | 11 | 48 | 46 | +2  | 31 | 7.     |
| 1985/86                      | I. ČNFL                      | 2      | 30 | 10 | 7  | 13 | 42 | 50 | −8  | 27 | 11.    |
| 1986/87                      | I. ČNFL                      | 2      | 30 | 11 | 6  | 13 | 30 | 39 | −9  | 28 | 11.    |
| 1987/88                      | I. ČNFL                      | 2      | 28 | 9  | 3  | 16 | 34 | 50 | −16 | 21 | 13.    |
| 1988/89                      | I. ČNFL                      | 2      | 30 | 10 | 8  | 12 | 36 | 33 | +3  | 28 | 8.     |
| 1989/90                      | I. ČNFL                      | 2      | 30 | 16 | 5  | 9  | 52 | 39 | +13 | 37 | 4.     |
| 1990/91                      | I. ČNFL                      | 2      | 30 | 13 | 3  | 14 | 51 | 52 | −1  | 29 | 9.     |
| 1991/92                      | Českomoravská fotbalová liga | 2      | 30 | 12 | 4  | 14 | 42 | 50 | −8  | 21 | 11.    |
| 1992/93                      | Českomoravská fotbalová liga | 2      | 30 | 7  | 10 | 13 | 28 | 48 | −20 | 24 | 13.    |

## Umístění od roku 1993[1][2]
| Sezóna                                            | Soutěž                     | Úroveň | Z  | V  | R  | P  | VG | OG | B  | Umístění |
| ------------------------------------------------- | -------------------------- | ------ | -- | -- | -- | -- | -- | -- | -- | -------- |
| 1993/94                                           | 2. liga                    | 2.     | 30 | 6  | 10 | 14 | 38 | 52 | 22 | 13.      |
| 1994/95                                           | 2. liga                    | 2.     | 34 | 7  | 9  | 18 | 47 | 74 | 30 | 17.      |
| 1995/96                                           | ČFL                        | 3.     | 34 | 9  | 10 | 15 | 32 | 50 | 37 | 13.      |
| 1996/97                                           | ČFL                        | 3.     | 34 | 8  | 12 | 14 | 40 | 45 | 36 | 15.      |
| 1997/98                                           | ČFL                        | 3.     | 34 | 5  | 12 | 17 | 31 | 56 | 27 | 18.      |
| 1998/99                                           | Pražský přebor             | 5.     | 30 | 12 | 9  | 9  | 66 | 54 | 45 | 6.       |
| 1999/00                                           | 2. liga                    | 2.     | 30 | 10 | 7  | 13 | 34 | 41 | 37 | 9.       |
| 2000/01                                           | 2. liga                    | 2.     | 30 | 14 | 8  | 8  | 51 | 30 | 50 | 4.       |
| 2001/02                                           | 2. liga                    | 2.     | 30 | 13 | 7  | 10 | 44 | 36 | 46 | 6.       |
| 2002/03                                           | 2. liga                    | 2.     | 30 | 13 | 2  | 15 | 44 | 56 | 41 | 9.       |
| 2003/04                                           | 2. liga                    | 2.     | 30 | 8  | 8  | 14 | 25 | 42 | 32 | 16.      |
| 2004/05                                           | ČFL                        | 3.     | 32 | 16 | 8  | 8  | 40 | 28 | 56 | 2.       |
| 2005/06                                           | 2. liga                    | 2.     | 30 | 11 | 7  | 12 | 40 | 35 | 40 | 7.       |
| v letech 2006 - 2013 klub mužstvo dospělých neměl |                            |        |    |    |    |    |    |    |    |          |
| 2013/14                                           | Pražská III. třída – sk. B | 9.     | 18 | 13 | 2  | 3  | 69 | 20 | 41 | 1.       |
| 2014/15                                           | Pražská II. třída – sk. B  | 8.     | 20 | 13 | 2  | 5  | 67 | 29 | 41 | 3.       |
| 2015/16                                           | Pražská II. třída – sk. B  | 8.     | 20 | 16 | 3  | 1  | 81 | 20 | 51 | 2.       |
| 2016/17                                           | Pražská I. B třída – sk. B | 7.     | 26 | 11 | 4  | 11 | 61 | 59 | 37 | 7.       |
| 2017/18                                           | Pražská I. B třída – sk. B | 7.     | 26 | 16 | 5  | 5  | 57 | 39 | 53 | 2.       |
| 2018/19                                           | Pražská I. A třída – sk. A | 6.     | 30 | 8  | 2  | 20 | 38 | 75 | 26 | 14.      |
| 2019/20                                           | Pražská I. A třída – sk. A | 6.     |    |    |    |    |    |    |    |          |

Poznámky:
- Po sezóně 1998/99 se klub sloučil s SK Chrudim a od další sezóny přebral jeho druholigovou licenci.
- V sezóně 2004/05 klub sice skončil až druhý, ale první FC Slovan Liberec B se svého práva na postup zřekl.
- Za koncem ve 2. lize stojí ekonomické důvody.

## Známí hráči a trenéři

### Hráči
- Martin Frýdek (* 1969) – pětinásobný mistr se Spartou a hráč se zkušenostmi z Bundesligy v klubu hrál po vyhazovu z Teplic od zimy 2002 do léta 2004
- Štěpán Vachoušek (* 1979) – nynější teplická legenda v klubu hostovala z Teplic v sezóně 2000/01
- Matej Krajčík (* 1978) – v klubu působil v sezóně 2001/02, poté odešel do Slavie, kde se proslavil
- Pavel Novotný (* 1973) – čtyřnásobný mistr a stříbrný medailista z EURO 96 v klubu odehrál svoji poslední sezónu kariéry (2005/06)
- Jan Rajnoch (* 1981) – pozdější český reprezentant v klubu půl roku hostoval ze Sparty na podzim 2002

### Trenéři
- Günter Bittengel (*1966) - bývalý československý i český reprezentant klub vedl jednu sezónu (2004/05) a postoupil s ním z ČFL zpět do 2. ligy
- Bohumil Musil (1922–1999) - mimo jiné bývalý kouč Slavie vedl tým v letech 1981 až 1983